# Gustav Biedermann Günther

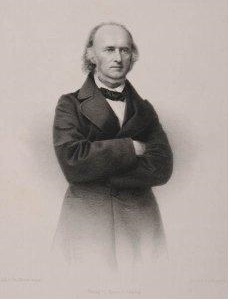
G. B. Günther, vor 1861

Gustav Biedermann Günther (* 22. Januar 1801 in Schandau; † 8. September 1866 in Leipzig) war ein deutscher Chirurg und Hochschullehrer.

## Leben
Von 1813 bis 1818 besuchte Gustav Günther das Gymnasium Pforta. Nach dem Abitur studierte er Medizin an der Universität Leipzig. 1819/20 unternahm er  mit dem Kollegen  Ludwig Thienemann eine anderthalbjährige Reise nach Norwegen und Island. Am 9. November 1824 promovierte er in Leipzig zum Dr. med. Er ging 1825 nach Hamburg und wurde chirurgischer Assistent bei Johann Karl Georg Fricke. Nachdem er sich 1829 als praktischer Arzt niedergelassen hatte, eröffnete er 1831 ein orthopädisches Privatinstitut. „Er kam jedoch nach und nach zu der Überzeugung, daß die Orthopädie bei weitem nicht das zu leisten vermöge, was die Laien von ihr erwarten“ und gab die Arztpraxis nach zehn Jahren auf.
Am 8. August 1837 wurde er Christian Gottlieb Deckmanns Nachfolger auf dem Lehrstuhl für Chirurgie der Christian-Albrechts-Universität Kiel. Damit war er Direktor der chirurgischen Klinik vom Friedrichshospital Kiel. Vier Jahre später, im Oktober 1841, folgte er dem Ruf der Universität Leipzig. Über 25 Jahre leitete er die Chirurgie im Jacobshospital (Leipzig). Er starb an der Cholera. Günther und seine Frau Friederike Auguste geb. Braune (1807–1863). wurden im Erbbegräbnis der Familie Braune in der II. Abteilung (Nr. 83) des Neuen Johannisfriedhofs beerdigt.

## Schriften
Im lebenslangen Bestreben, die Chirurgie auf anatomische Grundlagen zu stellen, gab er mit dem Zeichner Carl Julius Milde eine Chirurgische Anatomie in Abbildungen heraus. Erschienen sind nur die beiden Abteilungen Knochenlehre und Muskellehre (1838–1840).

### Bücher
- Bemerkungen über die Verkrümmungen des Rückgrats und besonders über die Mittel, denselben vorzubeugen. Als Resultat einer mehr als zehnjährigen Erfahrung. Kiel 1839.GoogleBooks
- Das Handgelenk in mechanischer, anatomischer und chirurgischer Beziehung. Mit Zeichnungen von Julius Milde. 1841
- Operationslehre am Leichname. 1843/44. GoogleBooks
- Die Verrenckung des ersten Daumengliedes nach der Rückenfläche, 1844. GoogleBooks
- Der hohe Steinschnitt seit seinem Ursprunge bis zu seiner jetzigen Ausbildung, Leipzig 1851. GoogleBooks
- Ueber den Bau des menschlichen Fußes und dessen zweckmäßgste Bekleidung. Leipzig und Heidelberg 1863. GoogleBooks
- Leitfaden zu den Operationen am menschlichen Körper, 3 Teile. Leipzig und Heidelberg 1859–1865. GoogleBooks

### Operationslehre
Mit Julius Eduard Kühn, Friedrich Philipp Ritterich, Karl Wilhelm Streubel, Benno Gottlob Schmidt, Ernst Adolf Coccius, Hermann Friedrich Wendt u. a. gab Günther die Lehre von den blutigen Operationen am menschlichen Körper heraus.
7 Bände. Winter’sche Verlagsgesellschaft, Leipzig/Heidelberg
1. Die Operationen an den obern Extremitäten, 1857. GoogleBooks
2. Lehre von den Operationen am Thorax des menschlichen Körpers, 1861. GoogleBooks
3. Lehre von den Operationen am Bauche des menschlichen Körpers, 1861. GoogleBooks
4. Lehre von den Operationen am Halse des menschlichen Körpers, 1864. GoogleBooks
5. Operationen an den Gefässen, 1865. GoogleBooks
6. Operationen an den Nerven, 1865. GoogleBooks
7. Operationen an den Lippen und Wangen, 1866.